# Sunaina Anand
Sunaina Anand (* 20. April 1980) ist eine ehemalige indische Gewichtheberin.
Sie erreichte bei den Weltmeisterschaften 2001 in der Klasse bis 58 kg den vierten Platz im Zweikampf und gewann die Bronzemedaille im Stoßen. Bei den Weltmeisterschaften 2003 belegte sie in der Klasse bis 63 kg Platz 18. Im Jahr 2004 wurde sie bei den Asienmeisterschaften Vierte in der Klasse bis 58 kg. Allerdings wurde sie bei der Dopingkontrolle positiv auf Nandrolon getestet und für zwei Jahre gesperrt.